# Terpinen

Strukturformler för de tre terpinenerna.

Terpinen är tre isomera kolväten, α-terpinen, β-terpinen och γ-terpinen. De skiljer sig genom dubbelbindningarnas placering. I naturen förekommer α-terpinen bland annat i kardemumma och mejram och γ-terpinen bland annat i spiskummin. Däremot har β-terpinen inte hittats i naturen.